# Odusia

L'Odusia ou Odissea est un poème épique du poète latin Livius Andronicus, réalisé vers la fin du IIIe siècle av. J.-C., qui constitue le premier témoignage littéraire d'une épopée en langue latine.

## Historique
De l’Odusia nous sont parvenus environ quarante fragments. Dans la traduction du premier vers de l'Odyssée d'Homère, Livius conserve la disposition et la valeur des termes, en substituant toutefois aux références aux Muses l'invocation des divinités romaines des Camènes ; l'original Ἄνδρα μοι ἔννεπε, Μοῦσα, πολύτροπον (Dis-moi, Muse, cet homme subtil [...] dans la traduction de Leconte de Lisle) devient :
| « Virum mihi, Camena, insece versutum. » | « Chante moi, Camena, le héros à l'adresse multiforme. » |

Des formes épiques pré littéraires étaient déjà fortement diffuses à Rome. En effet les carmina convivalia, carmen Priami et carmen Nelei célébraient déjà l'histoire de la patrie et contribuaient à la création d'une matière légendaire et mythologique, point de départ du développement des œuvres épiques successives et [Quoi ?] permirent la formation d'un vaste patrimoine épique national formé de nombreuses histoires et légendes qui furent par la suite réélaborées littéralement pour donner vie à des œuvres comme celles de Naevius, Ennius ou Virgile.

## Création de l'œuvre
Ce premier texte épique en langue latine n'était pas une création originale mais une traduction de l'Odyssée d'Homère qui était avec l' Iliade le principal poème épique grec.

### Objectifs et influences
Livius Andronicus était de naissance et de culture grecque mais avait pu pendant les longues années de sa présence à Rome de connaître de façon approfondie la culture et les traditions latines. 
En sa qualité de grammaticus, Livius Andronicus a eu l'intention de créer un texte destiné à l'usage scolaire en choisissant à l'époque de sa célébrité comme auteur dramatique de traduire l'Odyssée. Homère était considéré comme le poète le plus illustre et l'épopée était le genre le plus noble et le plus important auquel un auteur littéraire puisse se consacrer. La culture hellénistique, qui avait influencé Andronicus, le porta à privilégier les aspects pathétiques et aventureux ainsi que les éléments fabuleux plutôt que les faits belliqueux qui distinguaient l'autre poème homérique, l'Iliade. simultanément (?), le protagoniste de l'œuvre, Ulysse, était facilement assimilable à celui d'Énée, légendaire personnage, origine de la souche romaine, obligé d'errer en Mer Méditerranée à la recherche d'une patrie l'expansion de Rome en Italie du sud et en Sicile, rendait particulièrement sensible le thème du voyage par mer que l'on retrouve parmi les arguments fondamentaux de l'œuvre. Enfin, au niveau moral, l’Odyssée reflète les valeurs romaines, comme la virtus ou la fides : Ulysse, fort et courageux comme tout héros homérique, est aussi très patient, sage et lié à la patrie et à la famille au point de refuser l'amour de Circé et Calypso ainsi que le don de l'immortalité que cette dernière lui avait offert ; en outre, Pénélope, l'épouse d'Ulysse, extrêmement réservée et fidèle à son mari lointain aurait incarné un modèle pour toutes les matrones romaines.

### La traduction originale
La traduction  de l'Odyssée présentait d'importantes difficultés pour Andronicus : il dut faire d'importants choix lexicaux, syntaxiques et métriques afin d'adapter le texte à la culture latine et à la religion romaine. L'appareil religieux romain lui imposait de traduire les noms des divinités originales et de remplacer les termes du langage sacré avec les correspondances romaines ; les motivations religieuses imposèrent aussi le choix pour  l'Odusia, du saturnien (vers latin archaïque), en lieu et place de l'hexamètre dactylique grec : il faisait référence à d'antiques pratiques religieuses romaines et conférait au texte un caractère solennel et sacré. 
Livius Andronicus avait le lourd handicap de ne pas avoir à sa disposition une tradition épique romaine lui permettant de puiser un langage adéquat pour sa traduction. Les seules sources étaient les annales tenues par les pontefici et las carmes religieux archaïques. Les modifications apportées par Andronicus au texte original basé sur les canons de la littérature hellénique sont considérables : Il gonfla les effets pathétiques et dramatiques en restant fidèle à la structure et au contenu du texte d'Homère tout en réorganisant sa forme en en faisant une traduction artistique.
Le langage utilisé est nécessairement composite et comprend des copies de termes grecs, (comme le titre) mais en grande partie il se conforme au latin des annales pontificum et des carmes religieux ou célébrant les gloires des gentes aristocratiques

### Influence et postérité
Le grand mérite de Livius Andronicus est d'avoir effectué une vraie création « à partir de rien » de la traduction d'une œuvre littéraire. La traduction a été prise comme modèle par les poètes successifs, érigeant les bases d'une poésie épique latine.
La traduction a mis à la portée du peuple romain qui ne connaissait pas la langue grecque un ensemble mythologique totalement nouveau provoquant ainsi l'abandon d'une grande partie de la mythologie autochtone et contribuant au processus d'identification du panthéon romain avec le grec. 
Une autre particularité est l'invocation à la Camene, dans le proemio (it), divinité italique protectrice des sources et selon la tradition, inspiratrice en lieu et place de la muse grecque.
L'initiative de Livius Andronicus a rendu disponible et vulgarisé au peuple romain un texte fondamental en langue grecque car seuls quelques individus cultivés pouvaient lire l'original d'Homère. Odusia fut employé comme texte scolaire même quand sa langue et le vers saturnien devint obsolète.
Cette information nous est rapportée par Horace quand il se lamente « d'avoir été obligé de l'apprendre par son brutal maître Lucius Orbilius Pupillus ».
| « Non equidem insector delendave carmina Livi esse reor, memini quae plagosum mihi parvo Orbilium dictare. » | « Je n'attaque point, je ne veux pas détruire les vers de Livius que me dictait, quand j'étais petit, je m'en souviens, le brutal Orbilius. » — |

Livius Andronicus étant lui-même maître d'école, avec son enseignement il a réussi à divulguer la culture grecque à Rome et à faire progresser la culture littéraire en langue latine.